# Filmåret 2012

## Mest inkomstbringande filmer
| Rang | Titel                                     | Distribution         | Intäkter       |
| ---- | ----------------------------------------- | -------------------- | -------------- |
| 1    | The Avengers                              | Disney               | $1 519 557 910 |
| 2    | Skyfall                                   | Columbia / MGM       | $1 108 561 013 |
| 3    | The Dark Knight Rises                     | Warner Bros.         | $1 084 939 099 |
| 4    | Hobbit: En oväntad resa                   | Warner Bros.         | $1 021 103 568 |
| 5    | Ice Age 4 - Jorden skakar loss            | 20th Century Fox     | $877 244 782   |
| 6    | The Twilight Saga: Breaking Dawn - Part 2 | Summit Entertainment | $829 746 820   |
| 7    | The Amazing Spider-Man                    | Columbia             | $757 930 663   |
| 8    | Madagaskar 3                              | Paramount            | $746 921 274   |
| 9    | The Hunger Games                          | Lionsgate            | $694 394 724   |
| 10   | Men in Black III                          | Columbia             | $624 026 776   |

## Utmärkelser

### Oscar
Se Oscarsgalan 2013
- Bästa film - Argo
- Bästa regi - Ang Lee - Berättelsen om Pi
- Bästa manliga huvudroll - Daniel Day-Lewis - Lincoln
- Bästa kvinnliga huvudroll - Jennifer Lawrence - Du gör mig galen!
- Bästa originalmanus - Quentin Tarantino - Django Unchained
- Bästa manus efter förlaga - Chris Terrio - Argo
- Bästa animerade film - Mark Andrews och Brenda Chapman - Modig

### Filmfestivalen i Cannes
- Guldpalmen – Amour

## Filmer i urval

### 0 – 9
- 21 Jump Street

### A – E
- A Royal Affair
- A Society
- Abraham Lincoln: Vampire Hunter
- Alla är äldre än jag
- The Amazing Spider-Man
- American Reunion
- Amour
- Anna Karenina
- Argo
- Asterix och Obelix: I hennes majestäts tjänst
- Atlas Shrugged: Part II
- The Avengers
- Balladen om Marie Krøyer
- Barbara
- Battleship
- Beasts of the Southern Wild
- Bekas
- Berättelsen om Pi
- Bitchkram
- Blancanieves
- Blondie
- Bortom bergen
- The Bourne Legacy
- The Cabin in the Woods
- Call Girl
- Cesare deve morire
- Chronicle
- Cloud Atlas
- Cockpit
- Columbus Circle
- Contraband
- Cosmopolis
- Dance Music Now
- The Dark Knight Rises
- Dark Shadows
- The Descendants
- Det enda laget
- The Devil Inside
- The Devil's Carnival
- The Dictator
- Django Unchained
- Dom över död man
- Du gör mig galen!
- El Médico – the Cubaton Story
- En fiende att dö för
- En gång om året
- Ernest et Célestine
- The Expendables 2

### F – J
- Fairy Tail the Movie: Phoenix Priestess
- Flight
- Flimmer
- Frankenweenie
- Fruktbudet
- För dig naken
- Förälskad i Rom
- Game Change
- Ghost Rider: Spirit of Vengeance
- Grannpatrullen
- Hamilton – I nationens intresse
- Hamilton – Men inte om det gäller din dotter
- Hassel – Privatspanarna
- Hitchcock
- Hobbit: En oväntad resa
- Holy Motors
- Hotell Transylvanien
- How to Survive a Plague
- The Hunger Games
- Hypnotisören
- Ice Age 4 - Jorden skakar loss
- In Their Skin
- Inte ens det förflutna
- Iron Sky
- Jack Reacher
- Jakten
- Johan Falk – De 107 patrioterna
- Johan Falk: Alla råns moder
- Johan Falk: Barninfiltratören
- Johan Falk: Organizatsija Karayan
- Johan Falk: Spelets regler
- John Carter
- Journey to the Mysterious Island
- Jävla pojkar

### K – O
- Katinkas kalas
- Kompani Orheim
- Kon-Tiki
- Krigets barn
- Kvarteret Skatan reser till Laholm
- Lawless
- Les Misérables
- Liz & Dick
- LOL: Laughing Out Loud
- Looper
- Lorax
- The Lords of Salem
- The Lucky One
- Lycka till och ta hand om varandra
- Madagaskar 3
- Mammas pojkar
- Man on a Ledge
- The Master
- Men in Black III
- Meningen med Hugo
- Modig
- Moonrise Kingdom
- Mud
- Mörkt vatten
- Nobels testamente
- Ōkami kodomo no Ame to Yuki

### P – T
- Palme
- ParaNorman
- Pietà
- Piraterna!
- Pojktanten
- Post tenebras lux
- Prime Time
- Project X - Hemmafesten
- Prometheus
- Promised Land
- The Punk Syndrome
- Rags
- Resident Evil: Damnation
- Resident Evil: Retribution
- Room 237
- Rum 1112
- Rust and Bone
- Röjar-Ralf
- Safe House
- Sagan om skogen
- Sapņu komanda 1935
- Sean Banan inuti Seanfrika
- Searching for Sugar Man
- Second Class
- Shiawase no Pan
- Shoo bre
- Silent Hill Revelation 3D
- Sinister
- Skyfall
- Slaget om Näsilinna 1918
- Small Apartments
- Snabba Cash II
- Snow White and the Huntsman
- Spegel, spegel
- Spring Breakers
- Step Up Revolution
- Strippan
- Struck by Lightning
- Studio Sex
- Sune i Grekland[2]
- Systemfel som hotar världen
- Taken 2
- The Tall Man
- Ted
- The Impossible
- This Means War
- Total Recall
- The Twilight Saga: Breaking Dawn - Part 2

### U – Z
- Underworld: Awakening
- Utrensning
- Villa Thalassa – helgen vecka 48
- Vittra
- Våga minnas
- Världens säkraste kärnkraftverk
- The Woman in Black
- Wrath of the Titans
- Zero Dark Thirty

### Å – Ö
- Älska mig igen
- Äta sova dö

## Avlidna
- 14 mars – Pierre Schoendoerffer, 83, fransk filmskapare, författare och krigskorrespondent